# 방게

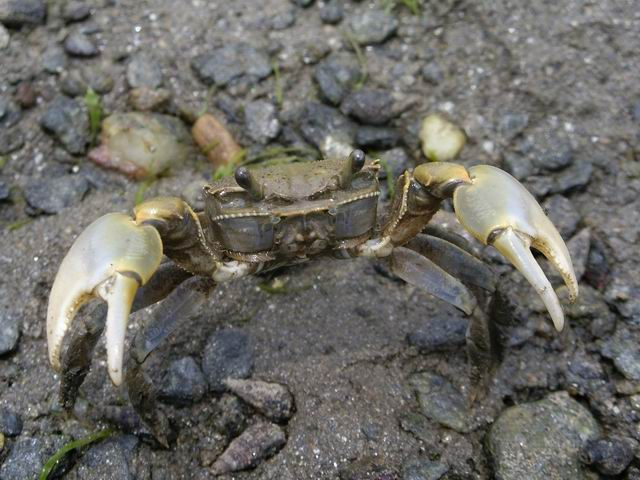

방게는 바위게과에 속하며 학명은 Helice tridens이다. 등딱지의 길이는 30mm, 폭은 35mm 가량이다. 몸은 사각형으로 두툼두툼하며 다리에 털이 적고 등딱지 면에는 'H' 모양의 홈이 있다. 눈 사이 이마는 짧은 혀 모양인데, 비스듬히 아래쪽으로 기울었고 앞가장자리가 약간 오목하다. 몸빛은 암녹색이며 해변에 가까운 강가의 갈대가 나는 흙 속에 산다. 한국과 일본, 중국·타이완 등지에 분포한다.